# Arroyo Frío, Mexiko
Arroyo Frío är en ort i Mexiko.   Den ligger i kommunen Misantla och delstaten Veracruz, i den sydöstra delen av landet, 250 km öster om huvudstaden Mexico City. Arroyo Frío ligger 194 meter över havet och antalet invånare är 586.
Terrängen runt Arroyo Frío är huvudsakligen kuperad, men åt sydost är den platt. Runt Arroyo Frío är det ganska tätbefolkat, med 149 invånare per kvadratkilometer. Närmaste större samhälle är Misantla, 9,8 km väster om Arroyo Frío. Omgivningarna runt Arroyo Frío är en mosaik av jordbruksmark och naturlig växtlighet.